# Burghardt Vossen
Burghardt Vossen (* 21. Dezember 1895 in Gütersloh; † 4. Juli 1981 ebenda) war ein deutscher Unternehmer in der Textilindustrie und Gründer des Unternehmens Vossen GmbH & Co. KG.

## Leben
Burghardt Vossen war das vierte Kind von Burghard Johann Vossen (1860–1936) und dessen Frau Josephine Vossen geb. Scheuven (1882–1951). Seine Eltern stammten aus Düsseldorf und Aachen und betrieben eine Kornbrennerei. Er besuchte das Evangelisch Stiftische Gymnasium Gütersloh, wo er 1913 auch die Reifeprüfung ablegte. Als 16-Jähriger machte Burghardt Vossen zunächst sein Brennmeister-Examen.
Während einer England-Reise fielen ihm die dort weit verbreiteten Frottier-Produkte auf, die zu jener Zeit in Deutschland längst nicht so zugänglich, weil zu teuer waren. Im ostwestfälischen Gütersloh gründete er mit zunächst sechs Mitarbeitern, darunter seine Schwester Karoline, eine Weberei, die am 6. Mai 1925 ihren Betrieb aufnahm. Seine Geschäftsidee war, aus dem damaligen Luxusgewebe Frottier (Frottee) für jedermann erschwingliche Gebrauchsartikel zu machen. Das Unternehmen hatte Erfolg und wuchs schnell. 1936 arbeiteten bereits 400 Mitarbeiter im Dreischichtbetrieb rund um die Uhr. Die Fabrikanlagen standen an der Neuenkirchener Straße im Gütersloher Ortsteil Kattenstroth. In den 1980er Jahren beschäftigte das Unternehmen in Spitzenzeiten etwa 3500 Mitarbeiter.
1951 erfand Burghardt Vossen den Haus- und Bademantel aus Frottier. Es folgte eine weitere Expansion mit Gründung von Zweigwerken an anderen Standorten, unter anderem in Warburg in Westfalen und in Jennersdorf im österreichischen Burgenland.
Seine Ehefrau Carla und er hatten drei Kinder, der Finanzunternehmer und Filmproduzent Felix Vossen ist ein Enkel.

## Auszeichnungen

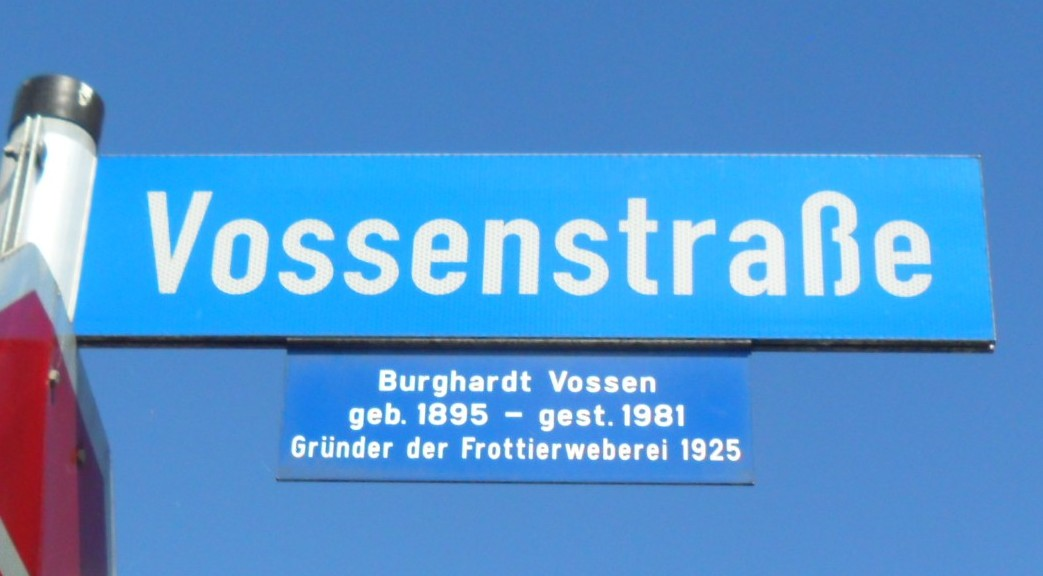
Vossenstraße in Gütersloh

- In Gütersloh ist die Vossenstraße nach ihm benannt.